# Petrovsko
Petrovsko je općina u Hrvatskoj, u Krapinsko-zagorskoj županiji.

## Stanovništvo
Na popisu stanovništva 2021. godine, općina Petrovsko je imala 2270 stanovnika, od čega u samom Petrovskom 197.
| broj stanovnika | 2380  | 2687  | 2986  | 3386  | 3686  | 3951  | 3726  | 3883  | 4059  | 4004  | 3712  | 3654  | 3356  | 3181  | 3022  | 2656  | 2270  |
|                 | 1857. | 1869. | 1880. | 1890. | 1900. | 1910. | 1921. | 1931. | 1948. | 1953. | 1961. | 1971. | 1981. | 1991. | 2001. | 2011. | 2021. |

| broj stanovnika | 149   | 195   | 222   | 257   | 266   | 276   | 286   | 278   | 249   | 263   | 274   | 280   | 251   | 257   | 247   | 201   | 197   |
|                 | 1857. | 1869. | 1880. | 1890. | 1900. | 1910. | 1921. | 1931. | 1948. | 1953. | 1961. | 1971. | 1981. | 1991. | 2001. | 2011. | 2021. |

## Uprava
- Načelnik: Stjepan Krklec
- Predsjednik Općinskog Vijeća: Željko Vučilovski

## Povijest
Petrovsko se prvi put spominje 1334. godine u popisu župa Zagrebačke biskupije pod nazivom Konoba. U naselju se nalazi gotička župna crkva sv. Petra i Pavla. Općina je osnovana 1904. godine, ukinuta 1956., te ponovno uspostavljena 1993. godine. 

## Spomenici i znamenitosti
- Crkva sv. Petra i Pavla
- Crkva sv. Benedikta
- Arheološko nalazište Brezovica

## Obrazovanje
- Osnovna Škola Petrovsko
- Područna Škola Slatina

## Kultura
- Društvo "Naša djeca" Petrovsko
- DVD Petrovsko, osnovano 1973.
- HPD "Brezovica" Petrovsko
- Lovačko društvo "Fazan" Petrovsko
- Puhački orkestar Petrovsko Špoljari (prvi fizički dokaz postojanja je fotografija iz 1921. godine)
- Udruga Dragovoljaca i veterana domovinskog rata
- Udruga „Kaj“ Petrovsko
- Udruga kuburaša "Petrovska pištola"

## Šport
- Sportsko društvo Svedruža,  osnovano 20. travnja 2007.

  Arhivirana inačica izvorne stranice od 4. siječnja 2014. (Wayback Machine)

## Vanjske poveznice
Službene stranice